# REWE Group
REWE Group  es un grupo de venta al por menor y turismo con sede en Alemania. Sus ingresos ascienden a 43,5 millardos de euros. Está presente en catorce países europeos y cuenta con 270 000 empleados.

## Divisiones

### Comercio
- REWE - Cadena de supermercados en Alemania con 3000 filiales.
- Billa - Cadena de supermercados con más de 1000 filiales en Austria (líder en alimentación en el país) y con 400 filiales en otros países europeos.
- extra -  Cadena de supermercados en Alemania con 300 filiales.
- Penny Market -  Cadena de supermercados de descuento con 3000 filiales en Alemania, Austria, Italia, Rumanía, Hungría y la República Checa.
- Penny Market XXL - Cadena de hipermercados de descuento en Rumanía.
- Fegro/Selgros - Cadena al por mayor operado como joint venture con el Otto Group en Alemania, Rumanía y Polonia.
- nahkauf - Un operador de tiendas de conveniencia en Alemania.
- toom Market - Cadena de hipermercados en Alemania.
- ProMarkt - Cadena de artículos de electrónica con 50 filiales en Alemania.
- toom BauMarkt - Cadena de material para el bricolaje y la construcción con 250 filiales en Alemania.
- MERKUR - Cadena de supermercados con más de 100 filiales en Austria.
- Standa - Cadena de supermercados con más de 158 filiales en Italia.
- BIPA - Cadena de artículos de salud y belleza con 560 filiales en Austria.
- REWE GVS - Venta al por mayor en Alemania.
- Kaufpark - Cadena de supermercados con 120 filiales en Renania del Norte-Westfalia, Alemania.

### Turismo
- REWE Touristik: ITS, Jahn Reisen, Tjaereborg y clevertours.com
- Agencias de viaje alemanas: Dertour, Meier’s Weltreisen y ADAC Reisen[1]

## Ranking por países (2006)
| País            | Número de filiales | Ventas (millones de €) |
| --------------- | ------------------ | ---------------------- |
| Alemania        | 8939               | 31 220                 |
| Austria         | 1901               | 4618                   |
| Italia          | 337                | 1736                   |
| Francia*        | -                  | 1140                   |
| Rumanía         | 65                 | 1050                   |
| Suiza*          | 22                 | 904                    |
| República Checa | 245                | 844                    |
| Polonia         | 33                 | 679                    |
| Hungría         | 158                | 443                    |
| Eslovaquia      | 87                 | 274                    |
| Croacia         | 50                 | 215                    |
| Bulgaria        | 22                 | 138                    |
| Rusia           | 21                 | 128                    |
| Ucrania         | 9                  | 68                     |

- Ventas al por menor